# Supranacionalismo
Atualmente considera-se o termo de supranacionalismo aos blocos supranacionais ligados por ações estratégicas ou operações estratégicas, de origem principalmente económicas e culturais, no sentido de aperfeiçoamento dos mercados, tanto a nível de mão de obra, como de fornecimentos de componentes industriais comuns nas regiões ditas supranacionais, com suas especializações e especificações técnicas e culturais, com o filtro proteccionista. Um dos mais conhecidos exemplos de supranacionalismo é a União Europeia. Atualmente existem dois de maior importância nas Américas, sendo o Mercosul na América do Sul e NAFTA na América do Norte. Ocorre-se ainda o pleito de formação de um bloco único envolvendo todos os países americanos, chamado de ALCA.
A supranacionalidade como ideologia se opõe ao nacionalismo que busca a soberania absoluta da nação. No mundo atual o desenvolvimento de instituições transnacionais pretende estabelecer um equilíbrio entre as duas ideologias, no conceito mais amplo de blocos econômicos, como a União Europeia. Criadas após a Segunda Guerra Mundial, essas instituições surgem com o entendimento de que os direitos, deveres e condições socioeconômicas dos países não podem mais ser vistos como problemas isolados.